# Andrius Mamontovas
Andrius Mamontovas (født d. 23. august 1967) er en litauisk sanger og musiker. 

## Biografi
I Litauen er han bedst kendt som en af grundlæggerne bag det meget populære rockband, Foje. Internationalt, og især i Europa, er han nok bedre kendt som frontfiguren for LT United, der repræsenterede Litauen med den kontroversielle sang "We are the winners" i 2006 ved Eurovision Song Contest, og fik en 6. plads.